# Bāʾ
La bāʾ (in arabo باء‎? /bæːʔ/) è la seconda lettera dell'alfabeto arabo.
Nella numerazione abjad il suo valore è pari a 2.

## Origine
Questa lettera deriva secondo alcuni da  dell'alfabeto nabateo, secondo altri da  dell'alfabeto siriaco. In ogni caso deriva da Beth dell'alfabeto aramaico (), che nacque dalla bēth dell'alfabeto fenicio (), generata dalla bet dell'alfabeto proto-cananeo ().

## Fonetica
Da un punto di vista fonetico bāʼ corrisponde all'occlusiva bilabiale sonora (/b/), configurandosi quindi come la b dell'alfabeto latino.

## Scrittura e traslitterazione
Bāʼ viene scritta in varie forme in funzione della sua posizione all'interno di una parola:
| Forma isolata | Forma finale | Forma intermedia | Forma iniziale |
| ﺏ             | ـب…          | …ـبـ…            | …بـ            |

Nella traslitterazione dall'arabo è comunemente associata a b.

## Sintassi
Bāʼ è una lettera lunare. Ciò significa che quando le si antepone l'articolo determinativo esso non subirà alcuna modifica.
Ad esempio باب (bāb, porta) diventa الباب (al-bāb, la porta), che si legge [alˈbaːb]